# Torpacarus pseudocallipygus
Torpacarus pseudocallipygus är en kvalsterart som beskrevs av František Starý 1998. Torpacarus pseudocallipygus ingår i släktet Torpacarus och familjen Lohmanniidae. Inga underarter finns listade i Catalogue of Life.